# Coppa del Re 2014-2015 (pallavolo)
La Coppa del Re di pallavolo maschile 2014-2015 si è svolta dal 6 all'8 febbraio 2015: al torneo hanno partecipato sei squadre di club spagnole e la vittoria finale è andata per la quarta volta al Club Voleibol Teruel.

## Regolamento
Le squadre hanno disputato quarti di finale (non hanno partecipato la prima e la seconda classificata al termine del girone di andata della regular season di Superliga de Voleibol Masculina 2014-15, già qualificate alle semifinali), semifinali e finale.

## Squadre partecipanti
| Squadra         | Qualificazione                       | Ultima partecipazione |
| --------------- | ------------------------------------ | --------------------- |
| Almería         | ?ª al girone di andata SVM 2014-2015 | Coppa del Re 2013-14  |
| Cáceres         | ?ª al girone di andata SVM 2014-2015 | Debutto               |
| Eivissa         | ?ª al girone di andata SVM 2014-2015 | Coppa del Re 2013-14  |
| 7 Islas         | ?ª al girone di andata SVM 2014-2015 | Coppa del Re 2013-14  |
| Río Duero Soria | ?ª al girone di andata SVM 2014-2015 | Debutto               |
| Teruel          | Squadra organizzatrice               | Coppa del Re 2013-14  |

## Torneo

### Tabellone
|  | Quarti di finale | Quarti di finale | Quarti di finale |         |   | Semifinali | Semifinali | Semifinali |  |  | Finali | Finali | Finali |
|  |                  |                  |                  |         |   |            |            |            |  |  |        |        |        |
|  | -                | -                | -                |         |   |            |            |            |  |  |        |        |        |
|  | -                | -                | -                |         |   |            |            |            |  |  |        |        |        |
|  | -                | -                | -                |         |   | Teruel     | 3          |            |  |  |        |        |        |
|  |                  |                  |                  |         |   | Teruel     | 3          |            |  |  |        |        |        |
|  |                  |                  | Río Duero Soria  | 0       |   |            |            |            |  |  |        |        |        |
|  |                  | Río Duero Soria  | Río Duero Soria  | 0       | 3 |            |            |            |  |  |        |        |        |
|  |                  | Río Duero Soria  |                  |         | 3 |            |            |            |  |  |        |        |        |
|  |                  | Cáceres          | 1                |         |   |            |            |            |  |  |        |        |        |
|  |                  |                  |                  |         |   |            |            |            |  |  |        | Teruel | 3      |
|  |                  |                  |                  | Almería | 0 |            |            |            |  |  |        |        |        |
|  | -                | -                | -                |         |   |            |            |            |  |  |        |        |        |
|  | -                | -                | -                |         |   |            |            |            |  |  |        |        |        |
|  | -                | -                | -                |         |   | Almería    | 3          |            |  |  |        |        |        |
|  |                  |                  |                  |         |   | Almería    | 3          |            |  |  |        |        |        |
|  |                  |                  | 7 Islas          | 0       |   |            |            |            |  |  |        |        |        |
|  |                  | Eivissa          | 7 Islas          | 0       | 2 |            |            |            |  |  |        |        |        |
|  |                  | Eivissa          |                  |         | 2 |            |            |            |  |  |        |        |        |
|  |                  | 7 Islas          | 3                |         |   |            |            |            |  |  |        |        |        |

### Risultati

#### Quarti di finale
| 6 febbraio 2015 Pabellón Municipal Los Planos, Teruel Durata: 1h:43 - Spettatori: ?   | Río Duero Soria | 3 - 1 | Cáceres | 25-17, 25-22, 23-25, 25-21        |
| 6 febbraio 2015 Pabellón Municipal Los Planos, Teruel Durata: 1h:54 - Spettatori: 550 | Eivissa         | 2 - 3 | 7 Islas | 25-15, 25-20, 17-25, 16-25, 10-15 |

#### Semifinali
| 7 febbraio 2015 Pabellón Municipal Los Planos, Teruel Durata: 1h:13 - Spettatori: 2 800 | Teruel  | 3 - 0 | Río Duero Soria | 25-21, 25-22, 25-18 |
| 7 febbraio 2015 Pabellón Municipal Los Planos, Teruel Durata: 1h:13 - Spettatori: 650   | Almería | 3 - 0 | 7 Islas         | 25-23, 25-15, 25-17 |

#### Finale
| 8 febbraio 2015 Pabellón Municipal Los Planos, Teruel Durata: 1h:21 - Spettatori: 3 700 | Teruel | 3 - 0 | Almería | 25-20, 25-20, 27-25 |